# Колпитів
Колпи́тів — село в Україні, у Локачинській селищній громаді Володимирського району Волинської області. Населення становить 611 осіб.

## Географія
У селі бере початок річка Луга.

## Історія
Перша згадка про село знаходиться в Метриці Литовській 14  грудня 1486 року, тоді Дмитру Колпитовському було дано 6 коп грошей з мита луцького, а вже 9 вересня 1488 року він отримав 4 копи з корчом берестейських та 4 копи з мита берестейського. 
У 1906 році село Свинюської волості Володимир-Волинського повіту Волинської губернії. Відстань від повітового міста 45 верст, від волості 5. Дворів 84, мешканців 648.
12 червня 2020 року, відповідно до розпорядження Кабінету Міністрів України № 708-р «Про визначення адміністративних центрів та затвердження територій територіальних громад Волинської області», увійшло до складу Локачинської селищної територіальної громади.
19 липня 2020 року, в результаті адміністративно-територіальної реформи та ліквідації  Локачинського району, село увійшло до новоутвореного Володимир-Волинського району (від 18 липня 2022 Володимирського).

## Населення
Згідно з переписом УРСР 1989 року чисельність наявного населення села становила 637 осіб, з яких 289 чоловіків та 348 жінок.
За переписом населення України 2001 року в селі мешкало 611 осіб.

### Мова
Розподіл населення за рідною мовою за даними перепису 2001 року:
| Мова       | Відсоток |
| ---------- | -------- |
| українська | 99,18 %  |
| російська  | 0,49 %   |
| вірменська | 0,33 %   |